# Iastrubkiv, Pustomîtî
Iastrubkiv (în ucraineană Яструбків) este un sat în comuna Sokolivka din raionul Pustomîtî, regiunea Liov, Ucraina.

## Demografie
Componența lingvistică a localității Iastrubkiv
     Ucraineană (100%)
Conform recensământului din 2001, toată populația localității Iastrubkiv era vorbitoare de ucraineană (100%).